# Wicked! (альбом)
Wicked! (с англ. — «Плохиш!») — третий альбом группы Scooter, вышедший 24 октября 1996 года. 2 композиции с альбома вышли в качестве синглов — «I’m Raving» и «Break It Up».
Wicked! кардинально отличается от первых двух альбомов своим звучанием и мелодичностью. Является одним из самых успешных в дискографии группы как с творческой точки зрения, так и по продажам.
Первый случай, когда группа Scooter выпустила в течение года два студийных альбома (второй — в 2007-м году, выпуск двух альбомов «The Ultimate Aural Orgasm» и «Jumping All Over The World»).

## Песни
В треке «Wicked Introduction» использована мелодия Scotland the Brave.
Композитором и автором слов к «Break It Up» специально для Scooter выступил Нози Катцман (Nozie Katzmann).
Песня «Break It Up» стала первой в истории музыки электронной техно-балладой.
«I’m Raving» — европейская версия песни Марка Кохена Walking in Memphis. Звуковой ряд был несколько изменён, как и слова в песне.
В композиции «Coldwater Canyon» использована мелодия из песни Depeche Mode «Stripped».
«Walking In Memphis» звучала в одном из эпизодов сериала Секретные материалы, исполнялся Шер и Элтоном Джоном.

## Список композиций
Музыка, слова, аранжировка — Эйч Пи Бакстер, Рик Джордан, Феррис Бюллер, Йенс Теле. Текст — Эйч Пи Бакстер.
1. Wicked Introduction (1:49) (Wicked — Вступление)
2. I’m Raving (3:25) (Я отрываюсь)
3. We Take You Higher (4:28) (Мы приведём вас в восторг)
4. Awakening (4:26) (Пробуждение)
5. When I Was A Young Boy (3:59) (Когда я был маленьким мальчиком)
6. Coldwater Canyon (5:15) (Каньон холодной воды)
7. Scooter Del Mar (4:58) (Scooter Дель Мар[1])
8. Zebras Crossing The Street (4:58) (Зебры, пересекающие улицу)
9. Don’t Let It Be Me (3:59) (Пусть это буду не я)
10. The First Time (5:27) (Первый раз)
11. Break It Up (3:36) (Разбивай[2])

Wicked! «CD Extra»
- Multimedia Video part: I’m Raving video

## Награды и места в чартах
«Wicked!» получил 4 золотых и 2 платиновые записи. Ниже представлены награды и достижения альбома в чартах.
- Венгрия —  Платина,  Золото, 1
- Чехия —  Платина,  Золото, 1
- Польша —  Золото, 1
- Финляндия —  Золото, 1
- Германия — 12
- Австрия — 14
- Швеция — 14
- Швейцария — 23
- Великобритания — 24

## Синглы
В качестве синглов вышли 2 композиции с альбома — «I’m Raving» и «Break It Up». К «I’m Raving» дополнительно вышел Remixes-сингл.
Примечание. В таблице под названием сингла указан номер в каталоге «Edel».
| Название                               | Трек-лист | Награды |
| -------------------------------------- | --- | --- |
| I’m Raving (1996) Art. Nr.: 0063015CLU | 1. «I`m Raving» (03:36) 2. «I`m Raving (Extended)» (05:06) 3. «B-Site (www.mix)» (05:35) 4. «Loops And Pipes» (01:22) CD single (2-track) 1. «I`m Raving» (03:36) 2. «B-Site (www.mix)» (05:35) | - Финляндия — , 2 - Германия — , 4 - Австрия — 4 - Ирландия — 9 - Израиль — 10 - Швейцария — 13 - Великобритания — 33 - Швеция — 37 - Нидерланды — 44 |
| I’m Raving — Remixes (1996)            | 1. «Progressive Remix» (Simon & Shahin) (07:22) 2. «DJ Taucher Remix» (09:44) 3. «Fortunato & Montresor House Remix» (07:59) 4. «DB 600 Remix» (04:49)                                          | |
| Break It Up (1996)                     | 1. «Break It Up» (03:38) 2. «Break It Up (Unplugged)» (03:36) 3. «Wednesday» (06:52) CD single (2-track) 1. «Break It Up» (03:38) 2. «Wednesday» (06:52)                                        | - Израиль — 6 - Ирландия — 7 - Финляндия — 13 - Германия — 15 - Великобритания — 18 - Австрия — 18 - Швеция — 39 - Швейцария — 44 - Франция — 48      |